# Juan Luis Cipriani Thorne
Juan Luis kardinál Cipriani Thorne (28. prosince 1943 Lima) je peruánský římskokatolický kněz, do roku 2019 arcibiskup Limy, kardinál.
Vystudoval Národní inženýrskou univerzitu v Limě, kde získal doktorát v oboru průmyslového inženýrství a pracoval v tomto oboru. Na vrcholové úrovni hrál v mládí basketbal - reprezentoval Peru na mezinárodních soutěžích v rámci Jižní Ameriky a také na Panamerických hrách v roce 1967 v Kanadě.
V červnu 1962 se stal členem osobní prelatury Opus Dei jako numerář, studoval v Mezinárodním semináři Opus Dei v Římě, doktorát z teologie získal na univerzitě v Pamploně. Kněžské svěcení přijal 21. srpna 1977 v Madridu. Přednášel na několika katolických školách, byl mj. ředitelem semináře v Limě. Od roku 1986 vykonával funkci regionálního vikáře Opus Dei v Peru. V květnu 1988 byl jmenován pomocným biskupem arcidiecéze Ayacucho, biskupské svěcení přijal 3. července téhož roku. Od května 1991 byl apoštolským administrátorem této arcidiecéze, o čtyři roky později se zde stal sídelním arcibiskupem. 9. ledna 1999 byl jmenován arcibiskupem v peruánské metropoli Limě. Při konzistoři 21. února 2001 ho papež Jan Pavel II. jmenoval kardinálem.